# هانس پیتر ریکتر
هانس پیتر ریشتر (به آلمانی: Hans Peter Richter) ‏ (زاده ۲۸ آوریل ۱۹۲۵ – درگذشته ۱۹ نوامبر ۱۹۹۳) نویسنده آلمانی بود.
او در شهر کلن به دنیا آمد. تحصیلات دبیرستان را در همان شهر به پایان رساند. در دانشگاه هانوفر قبول شده و در سال ۱۹۶۸ از همان دانشگاه فارغ‌التحصیل شده‌است.
معروفترین اثر وی فریدریک است. فریدریک پسر بچه‌ای یهودی است که در آلمان در زمان به قدرت رسیدن آدولف هیتلر پیشوای آلمان نازی در جنگ جهانی دوم است. این کتاب قتل عام یهودیان توسط آلمانیهای نژاد پرست را توصیف می‌کند.
از دیگر آثار وی می‌توان زمان سربازان جوان (The Time of The young soldiers) و من آنجا بودم (I Was There) اشاره کرد. همچنین وی کتابهایی نیز در رشته‌های روانشناسی و جامعه‌شناسی به رشته تحریر در آورده‌است.